# Дойл Ерен
Дойл Ерен (ірл. Dáil Éireann) — нижня палата парламенту Республіки Ірландія (Ерахтасу). В даний момент діє Дойл тридцятого скликання.

## Історія
На виборах 1918 року беззастережну перемогу здобули кандидати від націоналістичної партії Шинн Фейн. Вони не поїхали в Лондон, а створили однопалатний ірландський парламент, Дойл Ерен, і проголосили створення Ірландської республіки. Парламетарі заявили, що репрезентують всю Ірландію, проте ольстерські проанглійські сили не підтримали його. Керівником парламенту обрано Еймона де Валера, а віце-головою Гріффіта. Обидва голови на той час були у в'язниці.
| Політика | Це незавершена стаття про політику. Ви можете допомогти проєкту, виправивши або дописавши її. |

| Прапор Ірландії | Це незавершена стаття про Ірландію. Ви можете допомогти проєкту, виправивши або дописавши її. |